# Blåkråka
Blåkråka (Coracias garrulus) är en fågelart i familjen blåkråkor och enda europeiska representant för familjen. Fram till 1967 häckade den i Sverige, men är numera nationellt utdöd.

## Utseende
Blåkråkan är stor som en kaja, med stort huvud och stor näbb med en hakformig nedböjning på spetsen. Blåkråkan är omisskännlig genom sin färgteckning, en blandning av ljust grönblått, rödbrunt och svart. I flykten är den ännu mer slående då de svarta vingfjädrarna sticker fram i det starkt blåa. Den flyger snabbt och kraftfullt. 

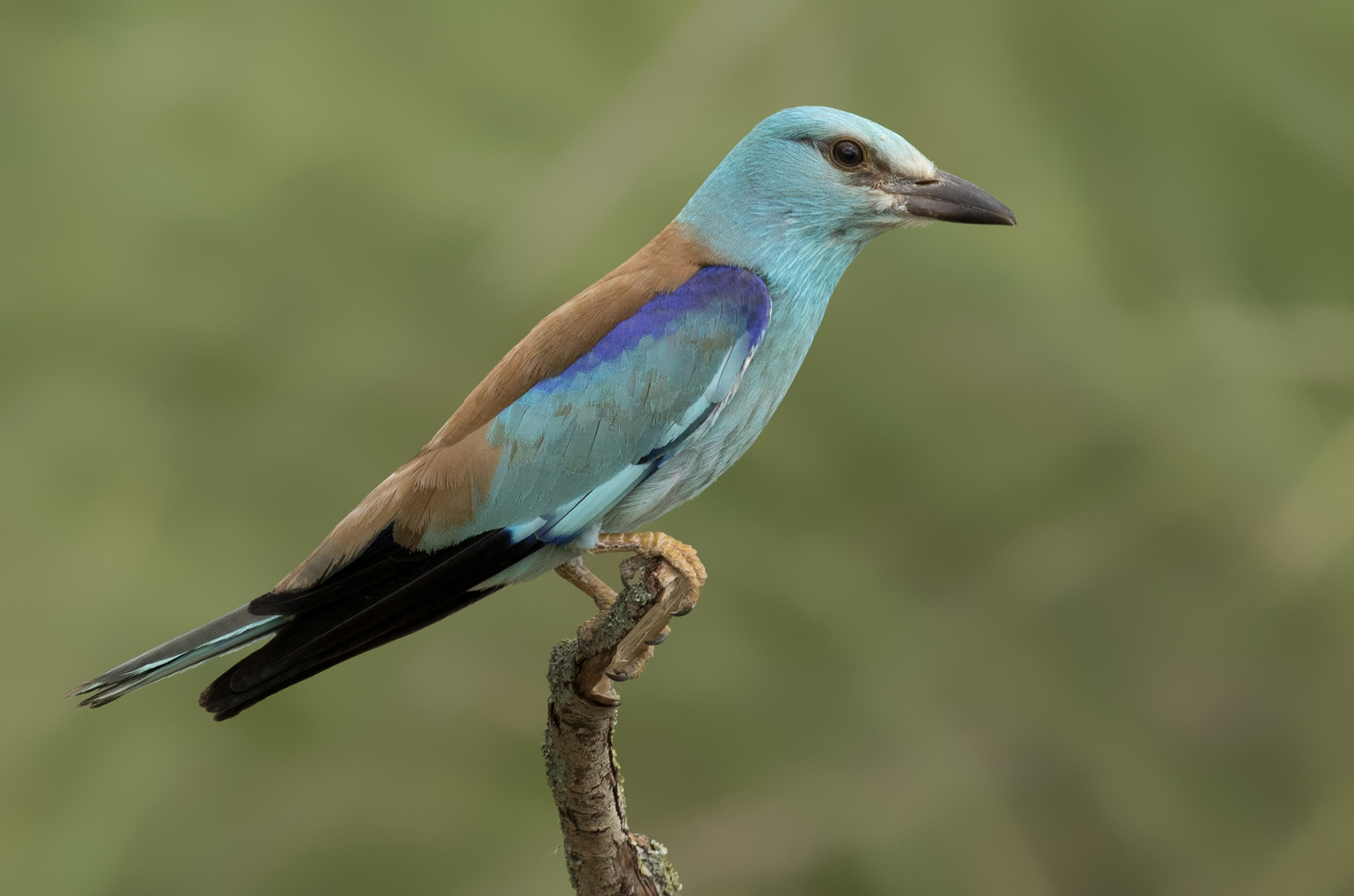
I Osmaniye, Turkiet i juni.
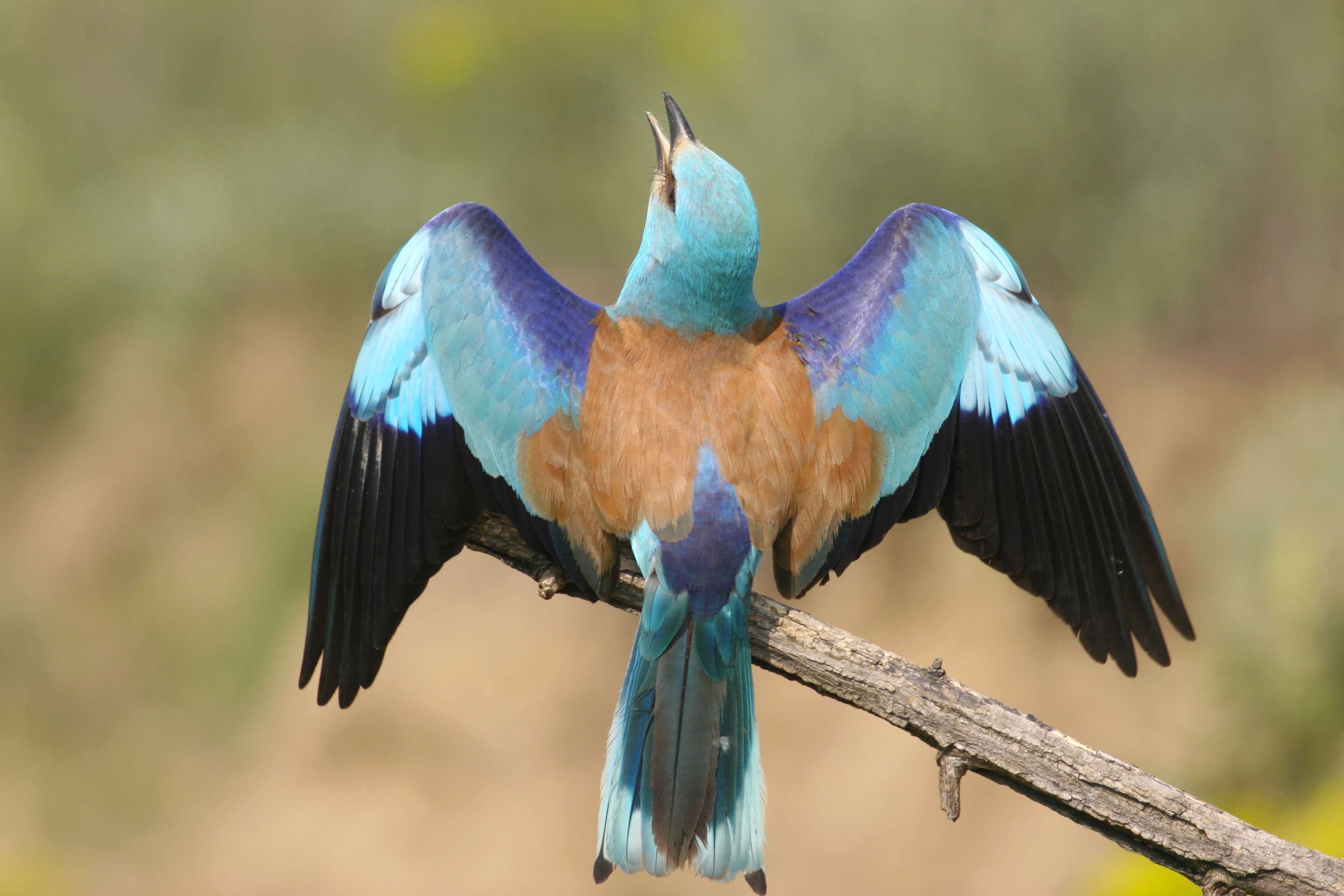
Blåkråkans teckning på ryggen, ovansidan av vingarna och stjärten.
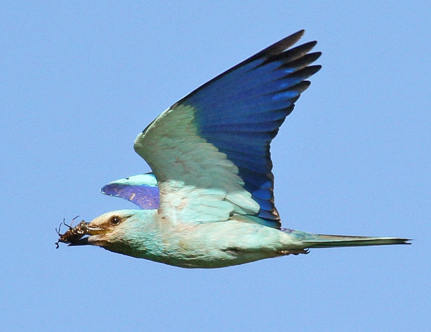
Blåkråka i flykten, vilket visar teckningen på undersidan av vingen.

## Läte
Blåkråkan varnar och lockar med hårda "rack-ack". Spellätet utförs under en tofsvipelik spelflykt (därav det engelska namnet "Roller") består av några hårda lockläten följt av ett till fyra hesa "krääh".

## Utbredning och systematik
Blåkråkan är en flyttfågel som häckar i norra Afrika, södra och sydöstra Europa, Mellanöstern och österut till sydvästra Sibirien och Centralasien. Sin nordligaste förekomst har den vid Finska viken och vid sjön Ladoga i Ryssland. Den övervintrar över stora delar av subsahariska Afrika med en majoritet i östra Afrika. Den flyttar till sina vinterkvarter i augusti-september, ibland in i oktober, och återkommer till sina häckningsområden i april–maj.
Blåkråkan delas upp i två underarter, en med väst- till nordöstlig utbredning och en med sydöstlig utbredning:
- nordlig blåkråka[5] Coracias garrulus garrulus – häckar i ett område som sträcker sig från norra Afrika och Europa till Iran och sydvästra Sibirien,
- Coracias garrulus semenowi – häckar i ett område som sträcker sig från Irak till västra Xinjiang och södra Kazakstan.

### Förekomst i Sverige

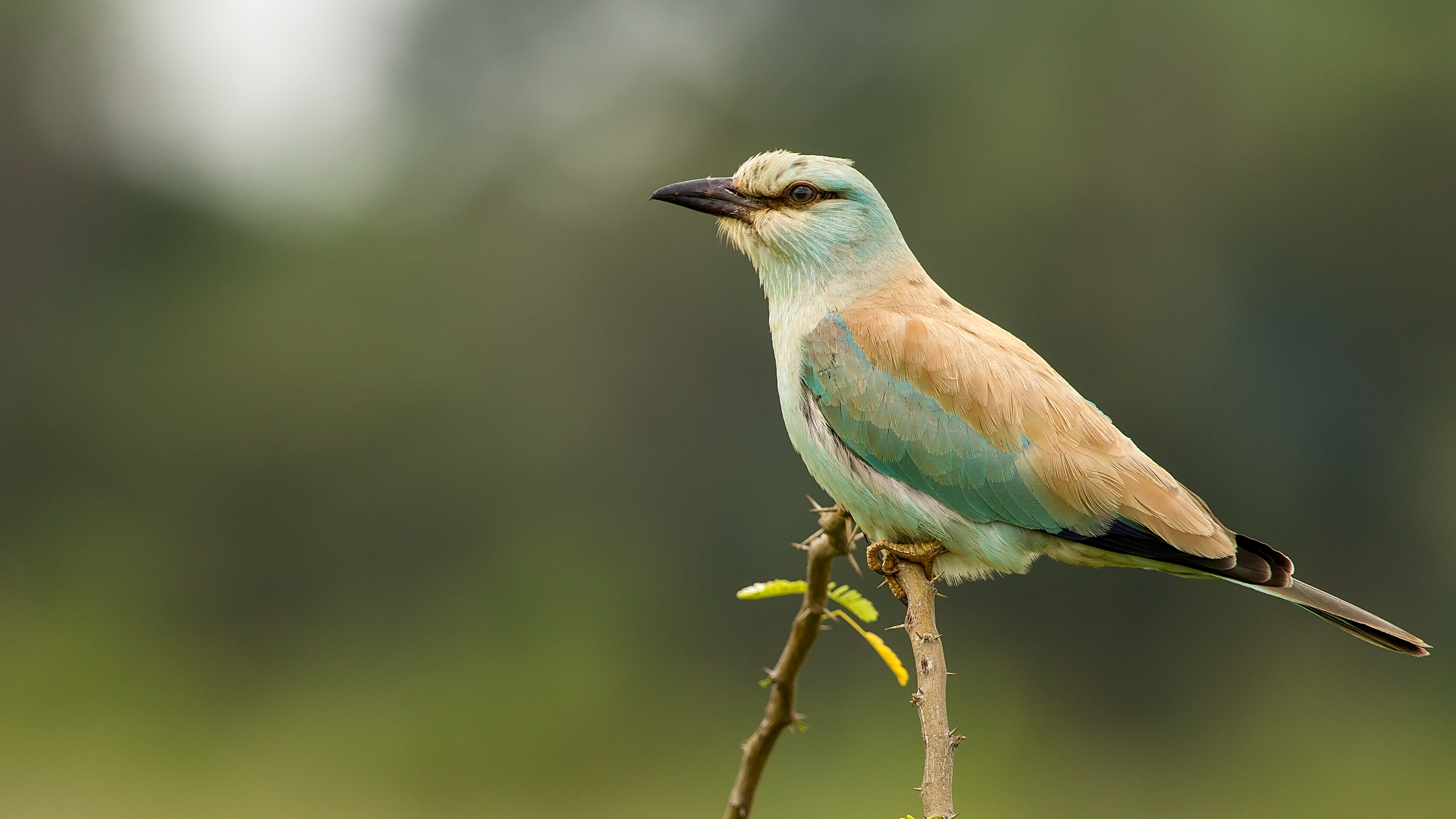
Blåkråka i sin lite blekare vinterdräkt. Fotograferad i Bangalore, Indien i oktober.

Blåkråkan har tidigare varit en häckfågel i Sverige. Den äldsta beskrivningen är från Skåne 1655. Den förekom då främst i Skåne och vidare norrut i de östliga landskapen, så långt eken går, vilket är ungefär Gävle-trakten. Ännu på 1850-talet häckade den i Tierpstrakten. I Folkskolans Naturlära från 1871 står det: Hon är en av våra vackraste fåglar och träffas om sommaren parvis i de flesta lövskogar i södra och mellersta Sverige. Från 1880-talet började den dock minska, från Skåne försvann den som häckningfågel 1932 och från Sörmland 1925. Från den sista häckningsplatsen i Kalmartrakten försvann den 1943. I stället kom den att etablera sig på Fårö, där första paret påträffades 1937 vid Landsnäsa och första boet vid Ödehoburga 1939. Fram till 1967 häckade minst två och som mest ett tiotal par blåkråkor på Fårö, troligen även enstaka par på Gotska Sandön och egentliga Gotland. Från 1969 har den dock bara tillfälligt observerats. Därefter har det inte observerats någon häckning i landet. Numera är den endast en sällsynt gäst och under perioden 1992–2018 gjordes 19 observationer i Sverige. I Artdatabankens rödlista från 2020 kategoriseras den som nationellt utdöd (RE).

## Ekologi

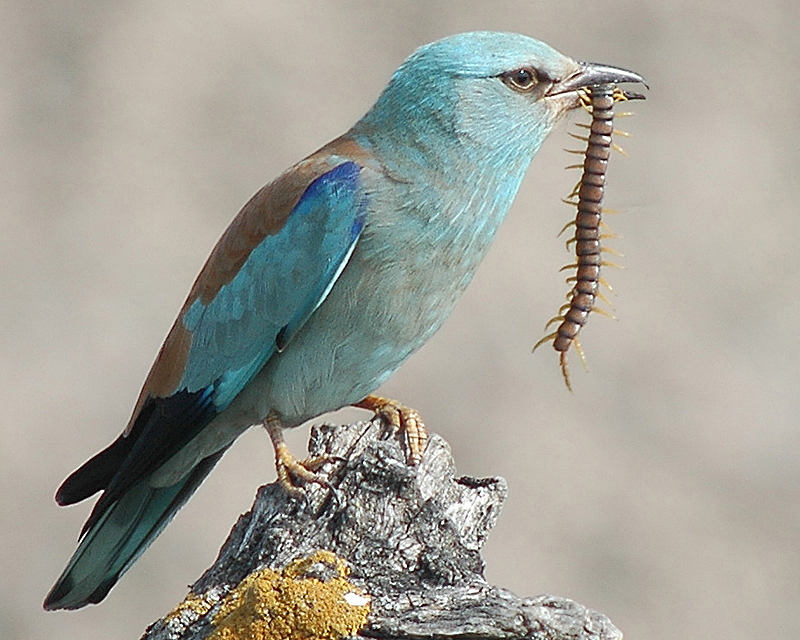
Blåkråka med byte.

### Habitat och beteende
Blåkråkan föredrar öppna, torra, savann- och hedartade habitat med enstaka stora gamla träd. Positivt är också rikligt med döda träd som utgör habitat för insekter vilket är blåkråkans huvudföda. Den är dagaktiv och har markanta aktivitetstoppar tidigt på morgonen och sent på eftermiddagen. Den sitter ofta långa perioder på en gren eller kraftledning och spanar efter byten på marken.

### Häckning

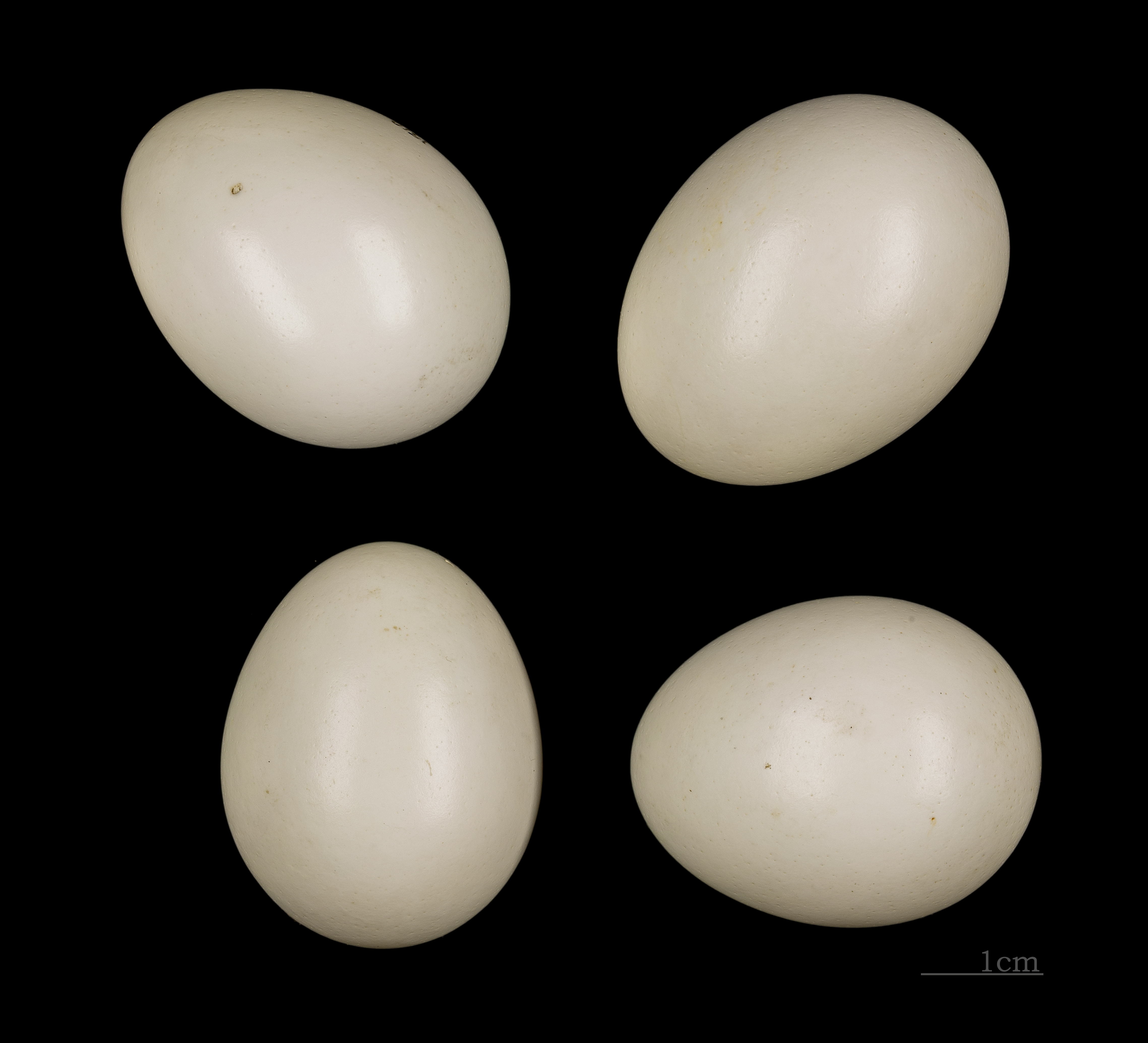
Ägg av blåkråka.

Blåkråkan förekommer endast parvis eller i flock under en kortare tid på året. Den bygger sitt bo i hål i gamla träd, helst i ek, asp eller bok men även tall och den lägger fyra till sex vita ägg. Ofta övertar den hål efter hackspettar. Äggen ruvas i cirka 18 dygn, företrädesvis av honan, och ungarna blir flygfärdiga efter cirka 30 dygn.

### Föda
Den huvudsakliga födan är insekter, men den äter även larver, maskar, små grodor och till och med möss.[källa behövs]

## Blåkråkan och människan

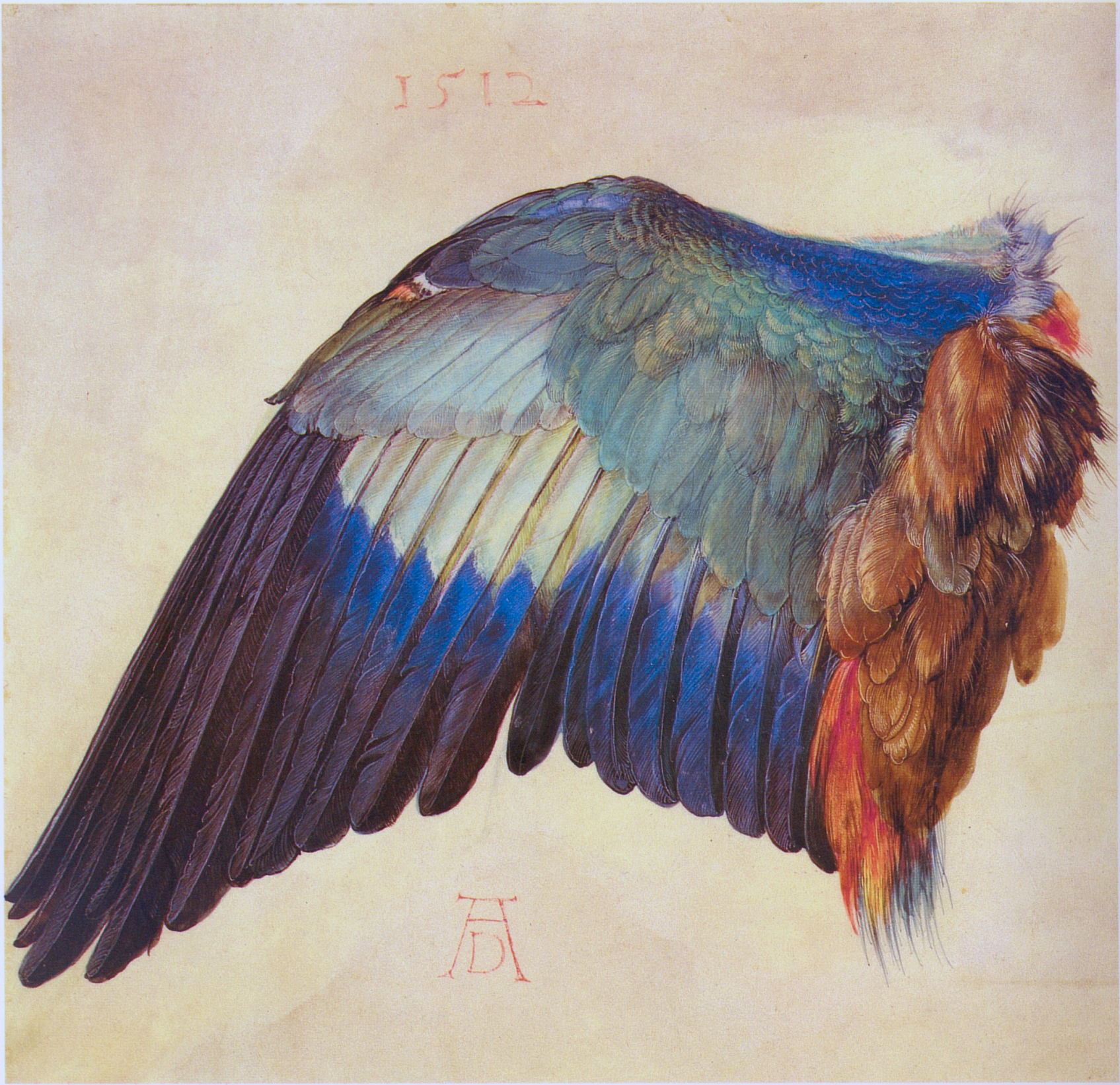
Albrecht Dürers detaljmålning från 1512, av en blåkråkas vinge.

### Status och hot
Världspopulationen uppskattas till 100 000–500 000 individer och av dessa förekommer den absoluta merparten i Europa, då främst i öst. De största populationerna finns i Ryssland och Turkiet. Populationstrenden är nedåtgående, främst i norr. Den försvann som häckfågel i Danmark 1868, i Tyskland i början av 1900-talet. Nästan alla europeiska populationer minskar och den kategoriserades därför fram tills nyligen som missgynnad (NT), och om den nedåtgående trenden sprider sig till övriga utbredningsområden flaggades för att uppdatera den till sårbar (VU). Numera kategoriseras den dock som livskraftig, efter uppgifter som visar att beståndet i Europa efter åtgärder minskar mindre än man tidigare trott och att den centralasiatiska populationen är stabil.

### Namn
I Småland kallades den, enligt Sven Nilsson, "drottning Kerstis kråka", för att den först i drottning Kristinas tid lär ha visat sig där.